# Meena Kandasamy
Ilavenil Meena Kandasamy, née en 1984, est une poétesse indienne, écrivaine de fiction, traductrice et militante de Chennai, dans le Tamil Nadu, en Inde.
Meena Kandasamy a publié deux recueils de poésie, Touch (2006) et Ms. Militancy (2010). De 2001 à 2002, elle a édité The Dalit, un magazine bimensuel en anglais alternatif du Dalit Media Network.
Elle a représenté l'Inde au programme international d'écriture de l'université de l'Iowa et a été membre du Charles Wallace India Trust à l'université du Kent, à Canterbury, au Royaume-Uni. Elle écrit des billets pour des plates-formes comme Outlook India et The Hindu.

## Biographie

### Jeunesse et formation
Née en 1984 de parents tamouls, tous deux professeurs d'université,, elle a développé un intérêt précoce pour la poésie et a adopté plus tard le nom Meena.
Meena Kandasamy a obtenu un doctorat en philosophie en sociolinguistique de l'Université Anna de Chennai. Elle a commencé à écrire des poèmes à 17 ans et a commencé à traduire des livres d'écrivains et de dirigeants dalits en anglais.

### Écrivaine
En tant qu'écrivaine, Meena Kandasamy se concentrait principalement sur l'annihilation des castes, sur le féminisme et sur l'identité linguistique. Elle dit : « La poésie n'est pas prise dans des structures plus larges qui vous poussent à adopter un certain ensemble de pratiques pendant que vous présentez vos idées de la manière du langage académique » et préfère donc l'utiliser pour son activité d'écrivaine militante. L'un de ses premiers recueils, Touch, a été publié en août 2006 avec une préface de Kamala Das. Ms. Militancy a été publiée l'année suivante. Dans ce livre, elle adopte un point de vue anti-caste et féministe pour raconter les mythes hindous et tamouls. D'autres œuvres telles que Mascara et Mon amant parle de viol lui ont valu le premier prix de tous les concours de poésie en Inde.
Touch a été critiqué pour ses erreurs de langue anglaise, bien que ses thèmes difficiles aient été décrits comme « intéressants ». Ms. Militancy a été décrite comme une amélioration de son utilisation de la langue anglaise, mais « désastreuse, voire pire » en termes de thèmes et de contenu. Subash Jeyan, dans The Hindu, a remis la critique négative dans son contexte, décrivant le travail de Meena comme difficile pour quiconque dont la politique était « dominante ». Sa poésie est « sur le moi et le corps de la femme d'une manière non autorisée par ce discours ». Une analyse de Touch and Ms. Militancy dans le Journal of Postcolonial Cultures and Societies conclut que Meena « est l'auteur d'un discours poétique qui non seulement fustige les modes dominants d'assujettissement, mais s'engage aussi résolument vers des futurs qui ne sont pas encore nés ». Dans une interview avec le magazine Sampsonia Way, Meena a déclaré: « Ma poésie est nue, ma poésie est en larmes, ma poésie hurle de colère, ma poésie se tord de douleur. Ma poésie sent le sang, ma poésie salue le sacrifice. Ma poésie parle comme mon peuple, ma poésie parle pour mon peuple ».
Ses poèmes ont été publiés dans des anthologies et des revues, notamment l'Anthologie de la poésie indienne contemporaine, The Little Magazine, Kavya Bharati, la littérature indienne, Poetry International Web, Muse India, Quarterly Literary Review, Outlook, Tehelka et The New Indian Express Elle a également été invitée à participer au programme international d'écriture à l'Université de l'Iowa en 2009,. Deux ans plus tard, Meena a été nommée Charles Wallace India Trust Fellow à l' Université du Kent. Meena a été nommée poète vedette au concert de poésie jazz de City of Asylum tenu à Pittsburgh, au 14e festival international de poésie africaine (2010), à Durban et au DSC Jaipur Literature Festival (2011). Elle a co-écrit Ayyankali: A Dalit leader of Organic Protest, une biographie d' Ayyankali, un leader dalit au Kerala. Meena Kandamasy a été présélectionnée parmi 21 écrivaines de fiction de moins de 40 ans originaires d'Asie du Sud pour une anthologie publiée par Zubaan, New Delhi, la première maison d'édition féministe du pays. En 2014, elle a publié un roman sur le massacre de Kilvenmani intitulé The Gypsy Goddess, influencé par la figure de Kurathi Amman, sa « déesse ancestrale ». À partir de janvier 2013, elle a commencé à travailler sur un livre intitulé Caste and the City of Nine Gates, sa première œuvre non romanesque.

### Militante

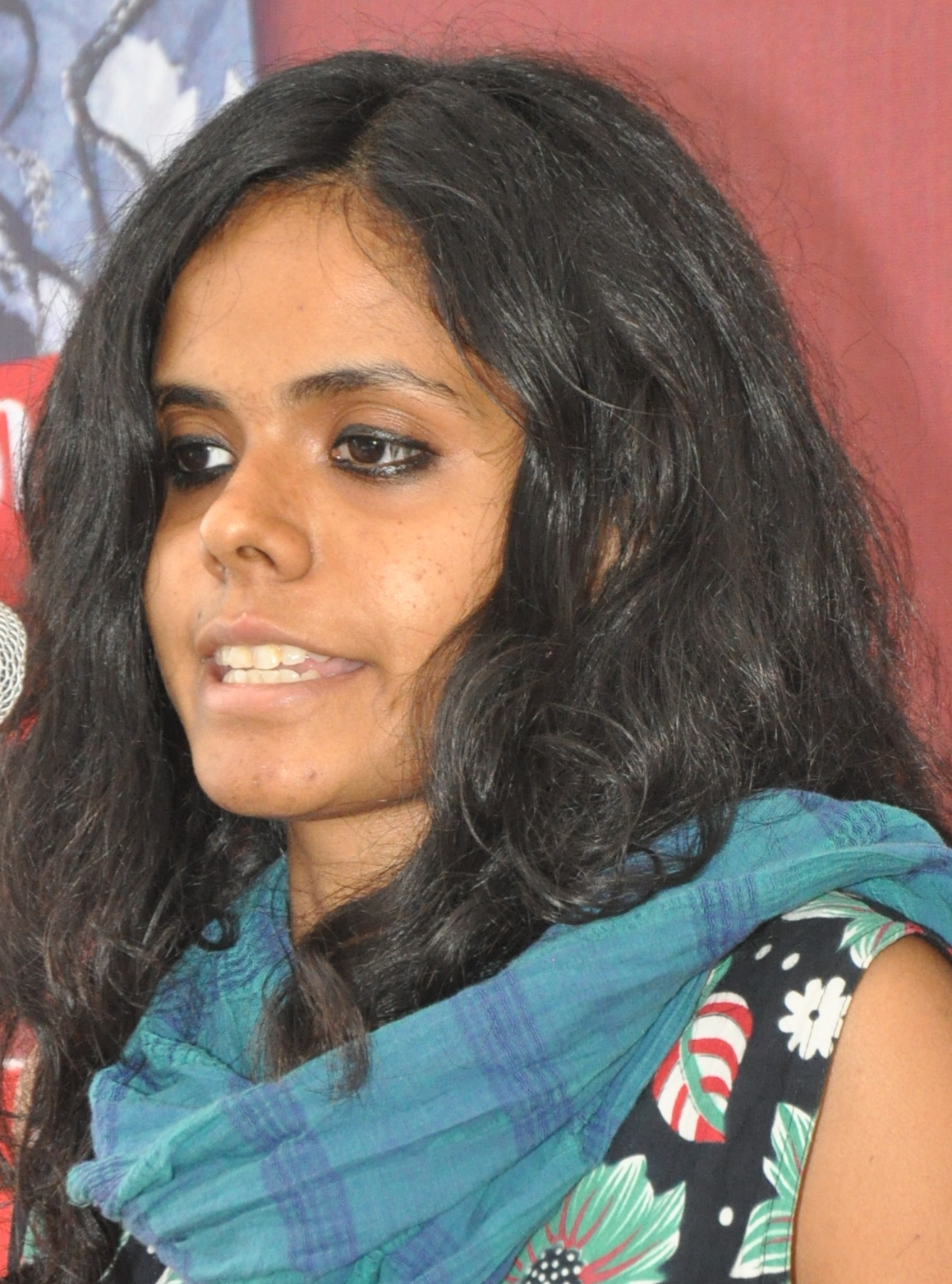
Meena Kandasamy en 2014.

Meena travaille particulièrement sur les questions de caste et de genre et la façon dont la société place les gens dans des rôles stéréotypés sur la base de ces catégories. Elle a fait face à des menaces pour sa critique intrépide de la société hindoue, à laquelle elle dit: « Cette menace de violence ne devrait pas dicter ce que vous allez écrire ni vous gêner de quelque manière que ce soit ».

### Controverse sur le «Beef Festival»
En 2012, un groupe d'étudiants dalits de l'université Osmania, à Hyderabad, a organisé un festival de la viande de bœuf pour protester contre le « fascisme alimentaire » dans les auberges. Plus de 2 000 personnes y ont participé, y compris des enseignants et des étudiants qui ont mangé divers plats à base de bœuf. Le groupe étudiant de droite Akhil Bharatiya Vidyarthi Parishad (ABVP) a organisé des manifestations contre l'événement et les organisateurs, transformant le campus en « champ de bataille ». Meena Kandasamy a assisté à ce festival et a pris la parole pour le soutenir. Sur le même sujet, elle a dû faire face à des abus incessants en ligne, notamment une violente campagne contre elle sur Twitter. Le Réseau des femmes dans les médias de l'Inde (WMNI) a publié un communiqué de presse condamnant l'attaque contre elle.

### Traductrice
Meena a traduit la prose et la poésie du tamoul. Elle a traduit les travaux de Periyar EV Ramasamy, de Thol. Thirumavalavan ainsi qui d'écrivains du Tamil Eelam comme Kasi Anandan, Cheran et VIS Jayapalan, en anglais. Parlant de son rôle de traductrice, elle dit : « Je sais qu'il n'y a pas de limite, pas de frontière, pas de guide de style spécifique à la poésie - que vous êtes libre d'expérimenter, que vous êtes libre de trouver votre propre voix, que vous êtes libre de patauger et aussi libre d'échouer de temps en temps parce que tout cela se produit tout le temps lorsque vous traduisez ».

### Actrice
Meena a fait ses débuts d'actrice dans le film malayalam, Oraalppokkam. Il s'agissait du premier long métrage malayalam indépendant soutenu par le financement participatif.

## Principales œuvres

### Biographies
- (avec M. Nisar) Ayyankali : Un leader dalit de la protestation organique. Préface de Kancha Ilaiah, Other Books, Calicut, janvier 2008, 103 pages.

### Poésie
- Ms. Militancy, Navayana, 2010[11].
« Ms Militancy », le poème titre de ce volume, est basé sur Kannaki, l'héroïne du Tamil Classic Silapathikaram. Ce poème est un appel aux femmes à être révolutionnaires et courageuses comme l'héroïne elle-même.

- TOUCH, Mumbai, Peacock Books, août 2006  (ISBN 81-88811-87-4)[11].
- Le huitième jour de la création, livre électronique comportant seize poèmes, sur le site Web de poésie Slow Trains.
- #ThisPoemWillProvokeYou and Other Poems, livre électronique, HarperCollins India, 2015.
- We Are Not The Citizens, édition limitée de chapbook fait main (53 exemplaires), Londres, Tangerine Press, 2018.

### Romans
- La déesse gitane, Atlantic Books, avril 2014[24].
- When I Hit You: Or, A Portrait of the Writer as a Young Wife, Atlantic Books, mai 2017. Il a été sélectionné pour le prix des femmes 2018[25], et traduit en français aux éditions Actes-Sud sous le titre Quand je te frappe[26].
- Cadavres exquis, Atlantic Books, 2019.